# Porurje
Porurje (nemško Ruhrgebiet) ali okrožje Porurje, regija Porurje ali dolina reke Ruhr je policentrično urbano območje v Severnem Porenju - Vestfaliji v Nemčiji. Z več kot desetimi milijoni prebivalcev na le 4500 km2  oz. gostoto prebivalstva skoraj 3000/km2 je največji urbani prostor v Nemčiji in drugi največji v Evropski uniji . Sestavljeno je iz več velikih industrijskih mest, ki mejijo na reke Ruhr na jugu, Ren na zahodu in Lippe na severu. Na jugozahodu meji na Bergisches Land. Šteje za del večje metropolitanske regije Porenje-Porurje, ki ima več kot 12 milijonov ljudi, s čemer je med največjimi v Evropi.
Od zahoda do vzhoda so v regiji mesta Duisburg, Oberhausen, Bottrop, Mülheim an der Ruhr, Essen, Gelsenkirchen, Bochum, Herne, Hagen, Dortmund in Hamm, pa tudi deli bolj »podeželskih« okrožij Wesel, Recklinghausen, Unna in Ennepe-Ruhr-Kreis. Najštevilčneje naseljena mesta so Dortmund (približno 600.000), Essen (približno 590.000) in Duisburg (približno 500.000). Območje Porurja nima nobenega upravnega središča; vsako mesto na območju ima svojo lastno upravo, čeprav je v Essenu ustanovljena nadkomunalna ustanova Regionalverband Ruhr. Zgodovinsko gledano so središča zahodnega Porurja, kot sta Duisburg in Essen, pripadala zgodovinskemu območju Porenja, medtem ko je bil vzhodni del Porurja, kamor sodijo mesta Gelsenkirchen, Bochum, Dortmund in Hamm, del regije Vestfalija. Od 19. stoletja so ta okrožja zrasla v velik kompleks z veliko industrijsko pokrajino, ki naseljuje približno 7,3 milijona ljudi (vključno z Düsseldorfom in Wuppertalom).
Leta 2010 je bila regija Porurje ena od Evropskih prestolnic kulture.

## Zgodovina
V srednjem veku je bila večina regije, ki je bila pozneje imenovana Ruhrgebiet, v grofiji Mark, vojvodine Cleves in Berg ter ozemlja knezoškofa Münstra in volilnega kneza - nadškofa iz Kölna. Regija je obsegala nekaj vasi in gradov in je bila pretežno agrarna: njena  prst – puhlica - je postala ena od bogatejših delov zahodne Nemčije. Svobodno cesarsko mesto Dortmund je bilo trgovsko in kulturno središče, ki je ležalo ob Hellweg, pomembni trgovski poti iz vzhoda na zahod, ki je prinesla blaginjo tudi mestu Duisburg. Obe mesti sta bili članici Hanseatske lige.
Razvoj regije v urbanizirano industrijsko območje se je začel v poznem 18. stoletju z zgodnjo industrializacijo v bližnji dolini reke Wupper (pritok Rena) v Bergisches Land. Do leta 1820 je v avtomatiziranih postopkih na stotine mlinov na vodni pogon pomagalo pri proizvodnji tekstila, žaganja in železa. V še več delavnicah v hribih so visokokvalificirani delavci izdelovali nože, orodje, orožje in pribor za vprege z uporabo vode, premoga in oglja. Za to fazo industrijske revolucije zgodovina nima uveljavljenega imena, lahko pa jo imenujemo zgodnja industrijska revolucija z močjo vode.
Ker so stroji postali večji in so iz vodne energije prešli na parno moč, sta lokalna minerala premog in oglje postala dragocena in ju ni bilo dovolj. Industrija je naročala vse več premoga iz novega območja pridobivanja vzdolž reke Ruhr . Skozi hribovsko regijo Wupper so bile zgrajene impresivne in drage železnice, da bi premog, kasneje pa jeklo in končne izdelke vozile  iz Porurja.
Do leta 1850 je bilo na območju Porurja, v okolici osrednjih mest Duisburg, Essen, Bochum in Dortmund skoraj v 300 rudnikov premoga. Premog so izvažali ali predelali v koksarnah v koks, uporabljen v plavžih, ki so proizvajali železo in jeklo. V tem obdobju je ime Ruhrgebiet postalo pogosto. Pred izčrpanjem premogovnikov vzdolž reke Ruhr se je rudarska industrija preselila proti severu do Emscherja in končno do Lippeja, kjer so kopali vedno globlje rudnike. Zapornice, zgrajene v Mülheimu na reki Ruhr, so pripomogle k širitvi Mülheima v pristanišče. Z izgradnjo železnice Köln-Minden v poznem 19. stoletju je bilo v mejah današnjega mesta Oberhausen zgrajeno nekaj železarn.
Prebivalstvo se je hitro večalo. Mesta s samo 2000 do 5000 prebivalci v začetku 19. stoletja so se v naslednjih 100 letih povečala na več kot 100.000. Iz drugih regij so prihajali kvalificirani in nekvalificirani delavci v rudnike in jeklarne. Od leta 1860 naprej so iz Šlezije, Pomeranije, Vzhodne Prusije in regije Posen v Porurje prišle velike množice ljudi. Mnogi izmed njih so bili poljsko govoreči in so jih obravnavali kot državljani druge stopnje. Leta 1899 je to povzročilo upor mladih poljskih delavcev v Hernu, ki so kasneje ustanovili delavsko unijo. Kvalificirani delavci v rudnikih so bili pogosto nastanjeni v "kolonijah rudarjev", ki so jih zgradila rudarska podjetja. Do konca pruskega kraljestva leta 1870 je v Ruhrgebietu živelo več kot 3 milijone ljudi, novo rudarsko območje pa je postalo največja industrijska regija Evrope .
Med prvo svetovno vojno je Ruhrgebiet deloval kot osrednja nemška tovarna orožja. V veliki essenski družbi F. Krupp A.G., se je število zaposlenih v štirih letih povečalo iz 40.000 na 120.000 ali več. Delno so bile ženske, delno prisilno delo.
Marca 1921 je francoska in belgijska vojska zasedla Duisburg, ki je po Versajski pogodbi postal del demilitariziranega Porenja. Januarja 1923 je bil celoten Ruhrgebiet zaseden kot povračilni ukrep po tem ko Nemčija ni uspela izplačati odškodnine iz 1. svetovne vojne, kot je bilo dogovorjeno v Versajski pogodbi. Nemška vlada se je odzvala z "pasivnim odporom" in pustila delavcem in javnim uslužbencem zavračati ukaze in navodila okupacijskih sil. Proizvodnja in prevoz sta se zaustavila, finančne posledice pa so prispevale k nemški hiperinflaciji in uničevale javne finance v Nemčiji in Franciji ter številnih drugih državah. Pasivni odpor je bil ukinjen konec leta 1923 in Nemčiji omogočil izvajanje valutne reforme in pogajanja o Dawesovem planu, kar je leta 1925 privedlo do umika francoske in belgijske vojske iz Porurja. Vendar je okupacija Porurja povzročila več neposrednih in posrednih posledic za nemško gospodarstvo in vlado. Nemško gospodarstvo zaradi pomanjkanja proizvodnje, ki jo je povzročila tuja okupacija, ni imelo domačih zmožnosti plačati vojne odškodnine brez namerne inflacije. Poleg tega je vlada zaradi njenega "pasivnega odporna" na nemško produkcijo postala vedno bolj nepriljubljena. Zaustavitev domače proizvodnje je onemogočila plačilo vojnih reparacij.
7. marca 1936 se je Adolf Hitler lotil tveganja s pošiljanjem 30.000 vojakov v Porenje. Kot je priznal Hitler in drugi nacisti, je samo francoska vojska uničila Wehrmacht . Francozi so problem prenesli na Britance, ki so ugotovili, da imajo Nemci pravico, da "vstopijo na lastno dvorišče" in ni bilo ukrepanja . V Društvu narodov je bil sovjetski delegat Maxim Litvinov edini, ki je predlagal gospodarske sankcije proti Nemčiji . Po mnenju zgodovinarja Samuela Mitchamja je bila kriza v Porenju zadnja možnost, da so zaveznice premagale Hitlerja, medtem ko so bile kvote pretežno na njihovi strani. Francoski vzhodni zavezniki (Sovjetska zveza, Poljska, Češkoslovaška, Romunija in Jugoslavija) so sklenili, da  bodo Francoze pustili, da bodo branili svojo mejo. Hitler bi zdaj lahko še naprej erodiral sistem zavezništva, ki ga je Francija zgradila od leta 1919 . 16. oktobra 1936 je Belgija zavrnila zavezništvo iz leta 1921 s Francijo in razglasila absolutno nevtralnost . Oktobra 1937 je Belgija z Nemčijo podpisala pakt o nenapadanju .
Med drugo svetovno vojno je bombardiranje Porurja v letih 1940-1944 povzročilo izgubo 30% rastlin in opreme (v primerjavi s 15-20% za celotno nemško industrijo). Druga bitka v Porurju (6. in 7. oktobra 1944 - konec leta 1944) se je začela z napadom na Dortmund. Uničujoči bombni napadi Dortmunda 12. marca 1945 s 1108 letali - 748 Lancasters, 292 Halifaxes, 68 Mosquitos - so bili rekordni na eno tarčo v celotni drugi svetovni vojni. Preko centra mesta in južno od mesta je padlo več kot 4.800 ton bomb.
Poleg strateškega bombardiranja Porurja aprila 1945, so zaveznice ujele več sto tisoč vojakov Wehrmachta v Porurski žep (bitka za obkolitev nemških vojakov, ki se je odvijala aprila 1945 na zahodni fronti ob koncu druge svetovne vojne v Porurju).
Po vojni so načrtno ukinili vse nemške tovarne streliva in civilne industrije, ki bi jih lahko podprli in strogo omejili civilno industrijo vojaškega potenciala. Francoski načrt Monnet je poskušal internacionalizirati območje, poznejši Ruhrski sporazum pa je bil uveden kot pogoj za ustanovitev Zvezne republike Nemčije.
Med hladno vojno so zahodni zavezniki pričakovali, da se bo vdor Rdeče armade v Zahodno Evropo začel v dolini Fulde in imeli Porurje kot glavni cilj. Večji nemški nadzor nad tem območjem je bil omejen z združevanjem v večnacionalno Evropsko skupnost za premog in jeklo leta 1951. Blizu Saarske regije, ki je vsebovala preostale nemške premogovne zaloge, je Francija predala gospodarski upravi kot protektorat leta 1947 in se politično vrnila v Nemčijo do januarja 1957, pri čemer se je gospodarska reintegracija zgodila dve leti kasneje. Vzporedno z vprašanjem političnega nadzora Porurja so zaveznice poskušale zmanjšati nemški industrijski potencial z omejitvami na področju proizvodnje in razstavljanjem tovarn in jeklarn, pretežno v Porurju. Do konca leta 1950 je bila odstranjena oprema iz 706 proizvodnih obratov na zahodu, proizvodna zmogljivost jekla pa se je zmanjšala za 6,7 milijona ton . Demontaža se je končno končala leta 1951. V celoti je bilo razstavljenih manj kot 5% industrijske baze.
Porurje je bil v središču nemškega gospodarskega čudeža petdesetih in šestdesetih let 20. stoletja, saj je zelo hitra gospodarska rast (9% letno) ustvarila veliko povpraševanje po premogu in jeklu.
Po letu 1973 je Nemčijo močno prizadela svetovna gospodarska kriza, naraščajoča cena nafte in naraščajoča brezposelnost, ki se je s 300.000 iz leta 1973 povečala na 1,1 milijona leta 1975. Najbolj prizadeta je bila regija Porurje, saj so postali rudniki, ki so bili lahko dosegljivi izčrpani in nemški premog ni bil več konkurenčen. Prav tako se je jeklarska industrija močno zmanjšala, saj so njene cene znižali cenejši dobavitelji, kot je Japonska. Sistem socialnega skrbstva je zagotovil varnostno mrežo za veliko število brezposelnih delavcev, številne tovarne pa so zmanjšale svojo delovno silo in se začele osredotočati na visokoprofitne proizvode.
Ker se je povpraševanje po premogu zmanjšalo po letu 1958, je območje prešlo v fazo strukturne krize (jeklarska kriza) in industrijske diverzifikacije, najprej razvijajo tradicionalno težko industrijo, nato se preselijo v storitveno industrijo in visoko tehnologijo. Onesnaževanje zraka in vode na območju je večinoma stvar preteklosti, čeprav so nekatera vprašanja dolgotrajna za reševanje. Leta 2005 je bil Essen uradni kandidat za nominacijo za Evropsko prestolnico kulture za leto 2010.

## Geografija
Urbana pokrajina Porurje se razteza od spodnje Renskega bazena proti vzhodu do Vestfalske ravnice in južno do gričev Renskega masiva. Skozi središče Porurja vodi pas puhlice, ki se razteza čez Nemčijo od zahoda do vzhoda. V preteklosti je ta pas zagotavljal nekatere najbogatejše kmetijske regije v Nemčiji.
Geološko regijo opredeljujejo premogovniške plasti iz zgornjega karbona. Premogovni sloji dosežejo površino v pasu vzdolž reke Ruhr in se potopijo v globino od reke proti severu. Pod reko Lippe ležijo plasti na globini od 600 do 800 metrov. Debelina slojev premoga znaša od enega do tri metre. Ta geološka značilnost je imela odločilno vlogo pri razvoju premogovništva v Porurju.
Po podatkih Regionalverband Ruhr (Regionalno združenje za Ruhr) se je pozidalo 37,6% površine regije. Skupno 40,7% površine v regiji je ostalo v kmetijski rabi. Gozdovi predstavljajo 17,6%, ostalo pa voda in druge vrste rabe zemljišč. Vključitev štirih večinoma podeželskih okolišev v sicer industrijskem območju Porurja pomaga razložiti velik del kmetijskih in gozdnih zemljišč. Poleg tega so mestne četrti v regiji Porurje oddaljene pokrajine s podeželskim značajem.
Vidno na zemljevidu, se lahko Porurje šteje za eno samo veliko mesto, saj vsaj v dimenziji sever-jug ni nobenih vidnih presledkov med posameznimi mestnimi okrožji. Tako je Porurje opisano kot policentrično urbano območje, ki ima podobno zgodovino mestnega in gospodarskega razvoja.
Zaradi svoje zgodovine je Porurje strukturirano drugače od monocentričnih urbanih regij, kot sta Berlin in London, ki so se razvila s hitro združitvijo manjših mest in vasi z rastočim mestnim središčem. Namesto tega so se posamezne mestne četrti in mestna območja Porurja med industrijsko revolucijo razvijala neodvisno drug od drugega. Gostota prebivalstva v osrednjem delu je približno 2.100 prebivalcev na kvadratni kilometer, v primerjavi z drugimi nemškimi mesti.
Med sestavnimi mestnimi območji so relativno odprta predmestja in nekaj odprtih zemljišč s kmetijskimi področji. Na nekaterih mestih so meje med mesti v osrednjem Porurju nerazpoznavne zaradi nenehnega razvoja v njih.
Ponovna zasaditev degradiranih površin je ustvarila nove parke in rekreacijska območja. Emscher Landschaftspark (krajinski park Emscher) leži ob reki Emscher, nekdanji skoraj odprti kanalizaciji, katerih deli so bili naravno obnovljeni. Ta park povezuje pasove parkov, ki tečejo od severa do juga, ki so se razvili z regionalnim načrtovanjem v 1920-ih letih, da bi ustvarili zeleni pas med mesti Porurja od vzhoda proti zahodu.

### Podnebje
Porurje ima oceansko podnebje kljub svoji notranji legi, z milim vetrom iz Atlantika, ki potuje po nižini, do zmernih temperaturnih ekstremov, kljub relativno severni širini, ki preko dneva pozna veliko raznolikost. Posledica vpliva morja je oblačno in vlažno podnebje z malo sončnimi urami. Poleti so običajno povprečne temperature okoli 20o C, zime pa so nekoliko nad zmrziščem.

## Demografija
Deset največjih mest v Porurju::
| št. | ime                 | preb.. 2010    | površina (km²) | preb./km² | map |
| --- | ------------------- | -------------- | -------------- | --------- | --- |
| 1   | Dortmund            | 589.283 (2014) | 280,37         | 2071      |     |
| 2   | Essen               | 584.782 (2015) | 210,38         | 2733      |     |
| 3   | Duisburg            | 501.564        | 232,81         | 2154      |     |
| 4   | Bochum              | 385.626        | 145,43         | 2652      |     |
| 5   | Gelsenkirchen       | 268.102        | 104,86         | 2557      |     |
| 6   | Oberhausen          | 218.898        | 77,04          | 2841      |     |
| 7   | Hagen               | 196.934        | 160,36         | 1228      |     |
| 8   | Hamm                | 184.239        | 226,24         | 814       |     |
| 9   | Herne               | 170.992        | 51,41          | 3.326     |     |
| 10  | Mülheim an der Ruhr | 169.917        | 91,29          | 1861      |     |

Lokalno narečje Nemcev se običajno imenuje Ruhrdeutsch ali Ruhrpottdeutsch, čeprav v resnici ni enotnega narečja. To je precej sociolekt delovnega razreda z vplivi iz različnih narečij, najdenih na tem območju in se spreminja tudi s poklici delavcev. Velik skupni vpliv izhaja iz tradicije rudarstva na tem območju. Na primer, kar nekaj domačinov raje kliče Ruhr bodisi "Pott", ki je derivat "Pütt" (izraz za rudnik) ali "Revier".
V 19. stoletju je Porurje pritegnilo do 500.000 etničnih Poljakov, Masurijcev in Šlezijcev iz Vzhodne Prusije in Šlezije v migracijo, znano kot Ostflucht (let iz vzhoda). Do leta 1925 je imel Ruhrgebiet okoli 3,8 milijona prebivalcev. Večina novih prebivalcev je prišla iz vzhodne Evrope, priseljenci pa so prišli iz Francije, Irske in Združenega kraljestva. Trdili so, da so priseljenci prišli v Porurje iz več kot 140 različnih narodov. Skoraj vsi njihovi potomci danes govorijo nemško kot materni jezik in se zaradi različnih razlogov ne identificirajo s svojimi poljskimi koreninami in tradicijami, pogosto samo njihova poljska družinska imena ostajajo kot znak njihove preteklosti.

## Kultura
Pot industrijske dediščine (nemško Route der Industriekultur) povezuje turistične znamenitosti, povezane z Evropsko potjo industrijske dediščine na območju Porurja.
Porurje je znano po številnih kulturnih ustanovah, od katerih jih ima veliko mednarodni sloves. Tu so tri glavne operne hiše in več kot 10 gledališč in odrov.
- Schauspielhaus Bochum - dramsko gledališče
- Opernhaus Dortmund - opera
- Gledališče Dortmund - predvaja opere, musikale, balet, igre in koncerte
- Nemška opera na Renu v Duisburgu
- Gledališče Essen, uradno Aalto-Musiktheater Essen - opera
- Gledališče Grillo v Essnu

Obstajajo posebne glasbene dvorane klasične glasbe, kot so Bochumer Symphoniker, Duisburg Mercatorhalle, Saalbau Essen ali Dortmunder Philharmoniker. Vsako leto v pomladnem času je v Porurju prizorišče Klavier-Festival Ruhr z 50 do 80 dogodki klasične in jazz glasbe.
Z več kot 50 muzeji je Porurje eden največjih muzejev v Evropi.
- Nemški rudarski muzej v Bochumu
- Nemški nogometni muzej v Dortmundu
- Muzej umetnosti in kulturne zgodovine v Dortmundu
- Muzej Ostwall v Dortmundu
- Naravoslovni muzej v Dortmundu
- Muzej Folkwang v Essnu
- Zakladnica esenske stolnice v Essnu
- Muzej Küppersmühle pri Duisburgu
- Muzej Lehmbruck v Duisburgu
- Muzej na prostem Hagen v Hagu

Industrijski muzeji:
- Zeche Zollern II/IV v Dortmundu
- Nemški muzej celinskih plovnih poti v Duisburgu
- Krajinski park Duisburg-Nord pri Duisburgu
- Industrijski kompleks Zeche Zollverein v Essnu
- Gasometer Oberhausen v Oberhausen

Mesto Essen (ki je predstavnik Porurja) je bilo Evropska prestolnica kulture za leto 2010 izbrano s strani Sveta Evropske unije.